# Jan Goessens
Jan Goessens (Gand, 20 ottobre 1962) è un ex ciclista su strada belga.
Professionista dal 1986 al 1993, ottenne in totale tre vittorie in carriera, più un successo in una kermesse.

## Carriera
Fra i risultati ottenuti da Goessens, vi furono diversi piazzamenti in corse della Coppa del mondo di ciclismo su strada: fu secondo nella Parigi-Tours nel 1988, quarto nella Amstel Gold Race 1990 e terzo nella Leeds International Classic 1991.
Nelle gare in Belgio fu inoltre terzo nella Omloop Het Volk nel 1987, secondo nella Omloop van West-Brabant e settimo nel Grand Prix Pino Cerami nel 1988. Nel 1989 fu sesto nei Campionati belgi e decimo nella E3 Prijs Harelbeke; colse poi un decimo posto nella Kuurne-Bruxelles-Kuurne nel 1991 e l'ottavo nella Dwars door Belgie del 1992.
Nelle corse fuori patria fu invece terzo nel Tour de l'Oise 1988, ottenne il successo nel Grand Prix d'Isbergues dello stesso anno e il settimo posto nel Tour de Luxembourg 1989, in cui vinse anche una tappa.

## Palmarès
- 1987

Malderen
- 1988

Grand Prix d'Isbergues
- 1989

3ª tappa, 1ª semitappa Tour de Luxembourg

### Altri successi
- 1987

Kermesse di Mere

## Piazzamenti

### Grandi Giri
- Tour de France

1987: 131º
1989: 111º
1990: 114º
1991: ritirato
- Vuelta a España

1993: 100º

### Classiche monumento
- Milano-Sanremo

1987: 93º
1988: 91º
1989: 15º
1991: 104º
- Giro delle Fiandre

1987: 45º
1989: 28º
1990: 29º
1991: 83º
1993: 38º
- Parigi-Roubaix

1988: 66º
1989: 22º
1990: 55º
1991: 92º
- Liegi-Bastogne-Liegi

1987: 58º
1990: 117º